# Ommatius falcatus
Ommatius falcatus là một loài ruồi trong họ Asilidae. Ommatius falcatus được Scarbrough miêu tả năm 1984. Loài này phân bố ở vùng Tân nhiệt đới.